# Olavi Virtanen
Pentti Olavi Ilmari Virtanen, född 9 februari 1931 i Helsingfors, är en finländsk kemist.
Virtanen blev student 1949, filosofie kandidat 1954, filosofie magister 1955, filosofie licentiat 1963 och filosofie doktor 1964. Han var föreståndare och lektor vid kommunala mellanskolan i Ranua 1957–1960 och därefter assistent 1960–1966, tillförordnad biträdande professor 1966–1968, biträdande professor 1968 och professor i fysikalisk kemi 1969–1994, allt vid Uleåborgs universitet. Han har bland annat skrivit Kinetics of the Reactions of Ethylene Oxide with Nucleophiles (akademisk avhandling, 1963).